# Madroñera
Madroñera (extremadurai nyelven Mairoñera) település Spanyolországban, Cáceres tartományban. Madroñera Aldeacentenera, Garciaz, Herguijuela, Trujillo és Torrecillas de la Tiesa községekkel határos. Lakosainak száma 2364 fő (2024).

## Népesség
A település népessége az elmúlt években az alábbi módon változott:
| Lakosok száma | 3163 | 2998 | 2910 | 2916 | 2847 | 2749 | 2680 | 2533 | 2446 | 2364 |
|               | 2001 | 2004 | 2006 | 2009 | 2011 | 2014 | 2016 | 2019 | 2021 | 2024 |